# Gordolasque
Die Gordolasque ist ein Gebirgsfluss in Frankreich, der im  Département Alpes-Maritimes in der Region Provence-Alpes-Côte d’Azur verläuft.

## Flusslauf
Die Gordolasque entspringt in den französischen Seealpen, im nördlichen Gemeindegebiet von Belvédère, an der Südflanke des Mont Clapier (3045 m), entwässert generell Richtung Südwest durch den Nationalpark Mercantour und mündet nach rund 19 Kilometern im Gemeindegebiet von Roquebillière als linker Nebenfluss in die Vésubie.

## Orte am Fluss
(Reihenfolge in Fließrichtung)
- Countet, Gemeinde Belvédère
- Saint-Grat, Gemeinde Belvédère
- La Lauze, Gemeinde Belvédère
- Cougnas, Gemeinde Belvédère
- Saint-Julien, Gemeinde Roquebillière